# Binibining Pilipinas
O Binibining Pilipinas é um concurso de beleza feminino realizado nas Filipinas. Até dezembro de 2019, ele tinha como intuito selecionar a melhor candidata para que esta disputasse o tão cobiçado título de Miss Universo, além de eleger as representantes para o Miss Internacional e Miss Globe.
A competição é popular principalmente entre os jovens e a população GLS do país, que anualmente apoia suas representantes em seus respectivos concursos internacionais. O evento é coordenado pela empresária e também Miss Maria Stella Márquez desde 1964, quando ela mudou-se para o país com o marido, o filipino Jorge Araneta. O Binigining conquistou ao todo quatro coroas no Miss Universo, a primeira em 1969 com Gloria Diaz, a segunda em 1973 com Maria Margarita Moran, a terceira em 2015 com Pia Wurtzbach e a quarta com Catriona Gray, eleita em 2018.

## Fim da parceria com o Miss Universo
Em dezembro de 2019, através de um anúncio oficial, o Binibining anunciou que, após mais de 50 anos, a parceria com a Organização Miss Universo estava encerrada e que a vencedora do certame não concorreria mais neste concurso internacional.
A imprensa filipina repercutiu bastante o fim da parceria, além de anunciar a criação do Miss Universo Filipinas, que tem como Diretora Nacional a Miss Filipinas 2011, Shamcey Supsup.

## Resultados do Binibining nos concursos
Diversas representantes eleitas pelo Binibining venceram concursos internacionais, com destaque para estas:
Miss Universo
- Gloria Diaz (1969)
- Margarita Moran (1973)
- Pia Wurtzbach (2015)
- Catriona Gray (2018)

Miss Internacional
- Gemma Cruz (1964)
- Aurora Pijuan (1970)
- Melanie Marquez (1979)
- Lara Quigaman (2005)
- Bea Santiago (2013)
- Kylie Verzosa (2016)

Miss Supranacional
- Mutya Datul (2013)

Miss Intercontinental
- Karen Gallman (2018)

## Vencedoras

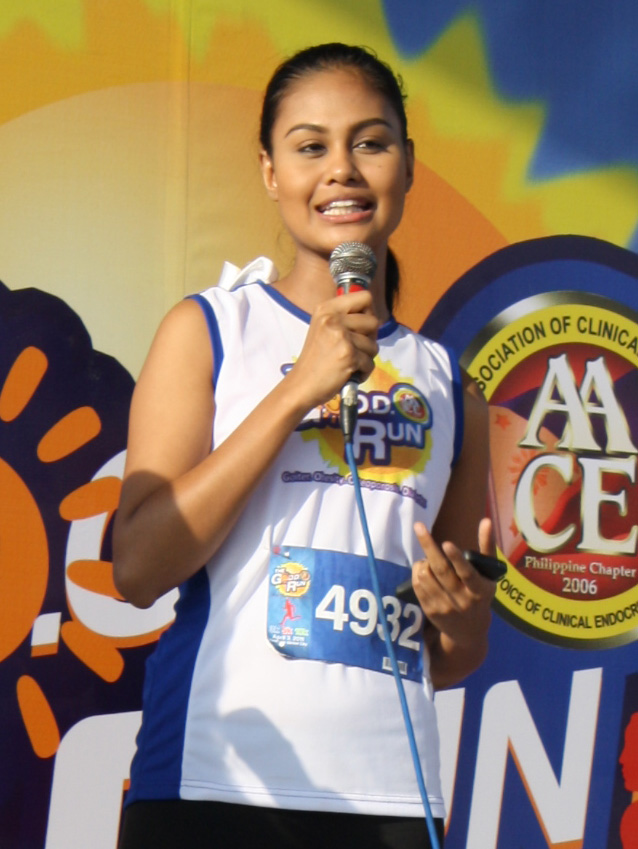
Maria Venus Bayonito Raj, Miss Filipinas 2010 e 5º. Lugar no Miss Universo 2010.

| Ano  | Representante                   | Província         | Colocação              |
| 1952 | Teresita Torralba Sanchez       | Metro Manila      |                        |
| 1953 | Cristina Monson Pacheco         | Metro Manila      |                        |
| 1954 | Blesilda Mueler Ocampo          | Metro Manila      |                        |
| 1955 | Yvonne Berenguer R.             | Metro Manila      |                        |
| 1956 | Isabel Rodriguez                | Metro Manila      |                        |
| 1957 | Mary Ann Carmen                 | Mindanao          |                        |
| 1958 | Carmen Tuazon                   | Metro Manila      |                        |
| 1959 | Christine Matias                | Metro Manila      |                        |
| 1962 | Josephine Brown                 | Luzon             |                        |
| 1963 | Lalaine Betia Bennet            | Nova Vizcaya      | 4º. Lugar              |
| 1964 | Maria Myrna Panlilio            | Pampanga          |                        |
| 1965 | Louise Aurelio Vail             | Iloilo            | Semifinalista (Top 15) |
| 1966 | Clarinda Garces Soriano         | Cavite            | Semifinalista (Top 15) |
| 1967 | Pilar Delilah Veloso Pilapil    | Cebu              |                        |
| 1968 | Rosario Roselio Zaragoza        | Misamis Oriental  |                        |
| 1969 | Gloria Maria Aspillera Diaz     | La Union          | MISS UNIVERSO 1969     |
| 1970 | Simonette Berenguer Reyes       | Metro Manila      |                        |
| 1971 | Valentina Fernandez Doria       | Metro Manila      |                        |
| 1972 | Armi Barbara Quiray Crespo      | Metro Manila      | Semifinalista (Top 12) |
| 1973 | Maria Margarita Roxas Moran     | Metro Manila      | MISS UNIVERSO 1973     |
| 1974 | Guadalupe Cuerva Sanchez        | Metro Manila      | Semifinalista (Top 12) |
| 1975 | Rose Marie Singson Brosas       | Rizal             | 5º. Lugar              |
| 1976 | Elizabeth Samson Pádua          | Laguna            |                        |
| 1977 | Anna Lorraine Tomas Kier        | Benguet           |                        |
| 1978 | Jennifer Mitzchek Cortez        | Cebu              |                        |
| 1979 | Criselda Flores Cecilio         | Metro Manila      |                        |
| 1980 | Maria Rosario Rivera Silayan †  | Metro Manila      | 4º. Lugar              |
| 1981 | Maria Caroline de Vera Mendoza  | Misamis Oriental  |                        |
| 1982 | Maria Isabel "Maribel" Pagunsan | Misamis Oriental  |                        |
| 1983 | Rosita "Cita" Cornell Capuyon   | Batangas          |                        |
| 1984 | Maria Desiree Verdadero         | Laguna            | 4º. Lugar              |
| 1985 | Joyce Ann Fellosas Burton       | Cavite            |                        |
| 1986 | Violeta Asela Enriquez Naluz    | Pampanga          |                        |
| 1987 | Geraldine Edith Villaruz Asis   | Capiz             | Semifinalista (Top 10) |
| 1988 | Perfida "Perlee" Reyes Limpin   | Bohol             |                        |
| 1989 | Sara Jane Davis Paez            | Metro Manila      |                        |
| 1990 | Germelina Banal Padilla         | Metro Manila      |                        |
| 1991 | Maria Lourdes Gonzáles          | Pampanga          |                        |
| 1992 | Elizabeth García Berroya        | Misamis Oriental  |                        |
| 1993 | Melinda Joanna Gallardo         | Metro Manila      |                        |
| 1994 | Charlene Bonnin Gonzalez        | Metro Manila      | Finalista (Top 06)     |
| 1995 | Joanne Zapanta Santos           | Pampanga          |                        |
| 1996 | Aileen Marfori Damiles          | Metro Manila      |                        |
| 1997 | Abby Wiliamson Arenas           | Pampanga          |                        |
| 1998 | Jewel Colmenares Lobaton        | Negros Ocidental  |                        |
| 1999 | Miriam Redito Quiambao          | Metro Manila      | 2º. Lugar              |
| 2000 | Nina Ricci Caldo Alagao         | Metro Manila      |                        |
| 2001 | Zorayda Blanco Andam            | Benguet           |                        |
| 2002 | Loren Medrano Agustin           | Misamis Oriental  |                        |
| 2003 | Carla Gay Sunga Balingit        | Pampanga          |                        |
| 2004 | Maricar Manalay Balagtas        | Bulacan           |                        |
| 2005 | Gionna Jimenez Cabrera          | Metro Manila      |                        |
| 2006 | Lia Andrea Aquino Ramos         | Davao do Sul      |                        |
| 2007 | Anna Theresa Luy Licaros        | Batangas          |                        |
| 2008 | Jennifer Tarol Barrientos       | Rizal             |                        |
| 2009 | Pamela Bianca R. Manalo         | Metro Manila      |                        |
| 2010 | Maria Venus Bayonito Raj        | Camarines Sur     | 5º. Lugar              |
| 2011 | Shamcey Gurrea Supsup-Lee       | Cotabato do Sul   | 4º. Lugar              |
| 2012 | Janine Raymundo Tugonon         | Bataan            | 2º. Lugar              |
| 2013 | Ariella Hernández Arida         | Laguna            | 4º. Lugar              |
| 2014 | Mary Jean Ramirez Lastimosa     | Cotabato do Norte | Semifinalista (Top 10) |
| 2015 | Pia Alonzo Wurtzbach            | Misamis Oriental  | MISS UNIVERSO 2015     |
| 2016 | Maria Mika Maxine Medina        | Metro Manila      | Semifinalista (Top 06) |
| 2017 | Rachel Louise Peters            | Camarines Sur     | Semifinalista (Top 10) |
| 2018 | Catriona Elisa Magnayon Gray    | Albay             | MISS UNIVERSO 2018     |
| 2019 | Gazini Christiana Jordi Ganados | Cebu              | Semifinalista (Top 20) |
| 2021 | Hannah Arnold                   | Masbate           | Semifinalista (Top 15) |
| 2022 | Nicole Borromeo                 | Cebu              | 4º. Lugar              |
| 2023 | Angélica Lopez                  | Palawan           |                        |

### Observações
| - (1971) - Valentina Doria - (1973) - Margarita Moran - (1996) - Aileen Marfori - (1997) - Abbygale Arenas - (2005) - Gionna Jimenez - (2006) - Lia Andrea Aquino - (2007) - Theresa Licaros | - (1994) - Charlene Bonnin |  |  |

### Site
- Binibining Pilipinas Organization

### Outras Fontes
- Missosology Beaty Portal